# Olympische Sommerspiele 1912/Turnen
Bei den Olympischen Sommerspielen 1912, offiziell Spiele der V. Olympiade genannt, in der schwedischen Hauptstadt Stockholm fanden vier Wettbewerbe im Gerätturnen statt. Austragungsort war das Olympiastadion.

## Bilanz

### Medaillenspiegel
| Platz  | Land           | Gold | Silber | Bronze | Gesamt |
| ------ | -------------- | ---- | ------ | ------ | ------ |
| 1      | Italien        | 2    | –      | 1      | 3      |
| 2      | Norwegen       | 1    | –      | 1      | 2      |
| 3      | Schweden       | 1    | –      | –      | 1      |
| 4      | Dänemark       | –    | 1      | 1      | 2      |
| 5      | Finnland       | –    | 1      | –      | 1      |
| 5      | Frankreich     | –    | 1      | –      | 1      |
| 5      | Ungarn         | –    | 1      | –      | 1      |
| 8      | Großbritannien | –    | –      | 1      | 1      |
| Gesamt | Gesamt         | 4    | 4      | 4      | 16     |

### Medaillengewinner
| Disziplin            | Gold | Silber | Bronze |
| -------------------- | --- | --- | --- |
| Einzelmehrkampf      | Alberto Braglia (ITA) | Louis Ségura (FRA) | Serafino Mazzarocchi (ITA) |
| Mannschaftsmehrkampf | ItalienPietro Bianchi Guido Boni Alberto Braglia Giuseppe Domenichelli Alfredo Gollini Francesco Loi Luigi Maiocco Giovanni Mangiante Lorenzo Mangiante Serafino Mazzarocchi Carlo Fregosi Guido Romano Paolo Salvi Luciano Savorini Adolfo Tunesi Giorgio Zampori Umberto Zanolini Angelo Zorzi                                                                                              | UngarnJózsef Berkes Imre Erdődy Samu Fóti Imre Gellért Győző Halmos Ottó Hellmich István Herczeg József Keresztessy Lajos Aradi János Krizmanich Elemér Pászti Árpád Pédery Jenő Réti Ferenc Szűts Ödön Téry Géza Tuli | GroßbritannienAlbert Betts William Cowhig Sidney Cross Harry Dickason Herbert Drury Bernard Franklin Leonard Hanson Samuel Hodgetts Charles Luck William MacKune Ronald McLean Alfred Messenger Henry Oberholzer Edward Pepper Edward Potts Reginald Potts George Ross Charles Simmons Arthur Southern William Titt Charles Vigurs Samuel Walker John Whitaker |
| Schwedisches System  | SchwedenPer Bertilsson Carl-Ehrenfried Carlberg Nils Granfelt Curt Hartzell Oswald Holmberg Anders Hylander Axel Janse Boo Kullberg Sven Landberg Per Nilsson Benkt Norelius Axel Norling Daniel Norling Sven Rosén Nils Silfverskiöld Carl Silfverstrand John Sörenson Yngve Stiernspetz Karl-Erik Svensson Karl-Johan Svensson Knut Torell Edward Wennerholm Claës-Axel Wersäll David Wiman | DänemarkPeter Villemoes Andersen Valdemar Bøggild Søren Peter Christensen Ingvald Eriksen George Falcke Torkild Garp Hans Trier Hansen Johannes Hansen Rasmus Hansen Alfred Jensen Jens Kristian Jensen Karl Kirk Jens Kirkegaard Olaf Kjems Carl Larsen Jens Peter Laursen Marius Lefevre Poul Mark Einar Olsen Hans Pedersen Hans Eiler Pedersen Olaf Pedersen Peder Larsen Pedersen Aksel Sørensen Jørgen Ravn Søren Thorborg Kristen Vadgaard Johannes Vinther | NorwegenArthur Amundsen Jørgen Andersen Trygve Bøyesen Georg Brustad Conrad Christensen Oscar Engelstad Marius Eriksen Aksel Hansen Peter Hol Eugen Ingebretsen Olaf Ingebretsen Olaf Jacobsen Erling Jensen Thor Jensen Frithjof Olsen Oscar Olstad Edvin Paulsen Carl Alfred Pedersen Paul Pedersen Realf Robach Sigurd Smebye Torleif Torkildsen            |
| Freies System        | NorwegenIsak Abrahamsen Hans Anton Beyer Hartmann Bjørnsen Alfred Engelsen Bjarne Johnsen Sigurd Jørgensen Knud Leonard Knudsen Alf Lie Rolf Lie Tor Lund Petter Martinsen Per Mathiesen Jacob Opdahl Nils Opdahl Bjarne Pettersen Frithjof Sælen Øistein Schirmer Georg Selenius Sigvard Sivertsen Robert Sjursen Einar Strøm Gabriel Thorstensen Thomas Thorstensen Nils Voss               | FinnlandKaarlo Ekholm Eino Forsström Eero Hyvärinen Mikko Hyvärinen Tauno Ilmoniemi Ilmari Keinänen Jalmari Kivenheimo Karl Lund Aarne Pelkonen Ilmari Pernaja Arvid Rydman Eino Saastamoinen Aarne Salovaara Heikki Sammallahti Hannes Sirola Klaus Suomela Lauri Tanner Väinö Tiiri Kaarlo Vähämäki Kaarlo Vasama | DänemarkAxel Andersen Hjalmart Andersen Halvor Birch Wilhelm Grimmelmann Arvor Hansen Christian Hansen Marius Hansen Charles Jensen Hjalmar Johansen Poul Preben Jørgensen Carl Krebs Vigo Meulengracht Madsen Lukas Nielsen Rikard Nordstrøm Steen Olsen Oluf Olsson Carl Pedersen Kristian Pedersen Niels Petersen Christian Svendsen                        |

## Ergebnisse

### Einzelmehrkampf
| Platz | Land | Athlet               | Punkte |
| ----- | ---- | -------------------- | ------ |
| 1     | ITA  | Alberto Braglia      | 135,00 |
| 2     | FRA  | Louis Ségura         | 132,50 |
| 3     | ITA  | Serafino Mazzarocchi | 131,50 |
| 4     | ITA  | Guido Boni           | 128,00 |
| 4     | ITA  | Giorgio Zampori      | 128,00 |
| 6     | ITA  | Pietro Bianchi       | 127,75 |
| 7     | FRA  | Marcel Lalu          | 127,00 |
| 7     | FRA  | Marco Torrès         | 127,00 |

Datum: 12. Juli 1912

44 Teilnehmer aus 9 Ländern, davon 42 in der Wertung

Die italienische Mannschaft hatte ursprünglich Adolfo Tunesi für den Einzelmehrkampf gemeldet. Da sie ihre Meldung nicht ändern konnten, trat Serafino Mazzarocchi unter dem Namen Adolfo Tunesi den Wettkampf an.

### Mannschaftsmehrkampf

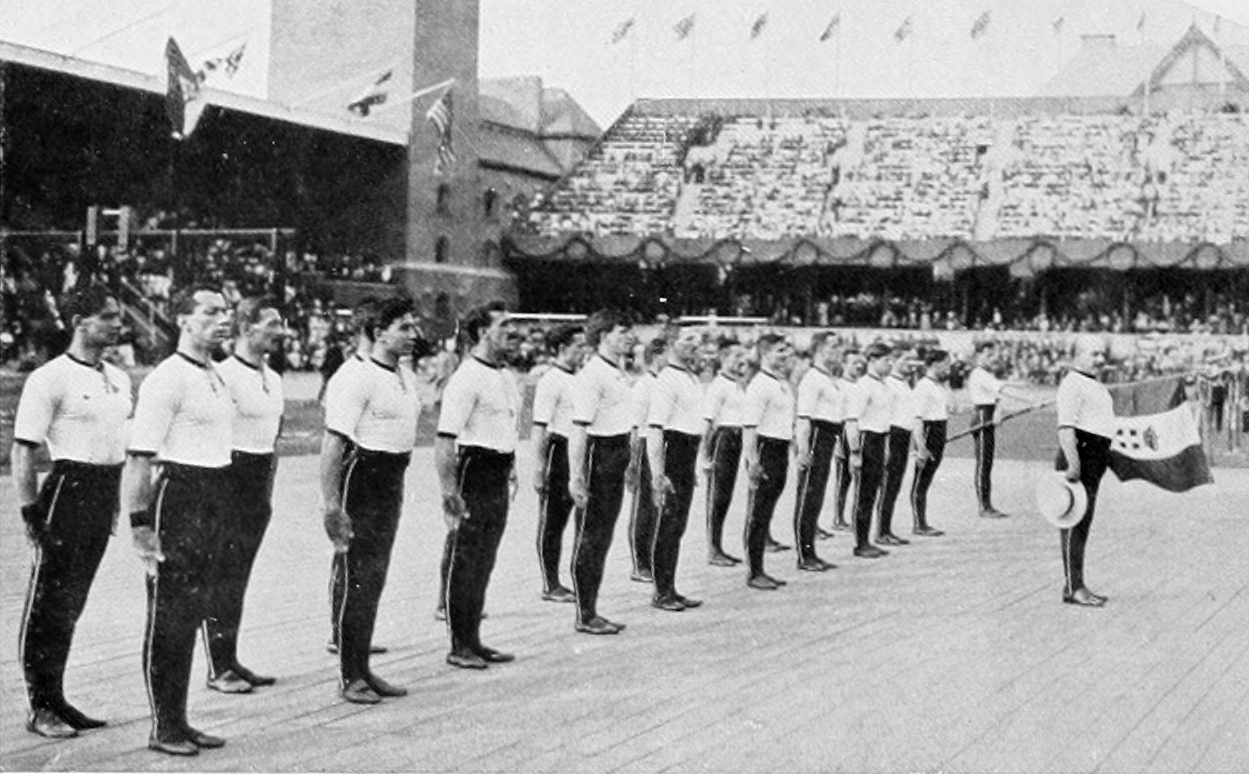
Die Olympiasieger aus Italien

| Platz | Land | Athleten | Punkte |
| ----- | ---- | --- | ------ |
| 1     | ITA  | Pietro Bianchi, Guido Boni, Alberto Braglia, Giuseppe Domenichelli, Alfredo Gollini, Francesco Loi, Luigi Maiocco, Giovanni Mangiante, Lorenzo Mangiante, Serafino Mazzarocchi, Carlo Fregosi, Guido Romano, Paolo Salvi, Luciano Savorini, Adolfo Tunesi, Giorgio Zampori, Umberto Zanolini, Angelo Zorzi                                                             | 265,75 |
| 2     | HUN  | József Berkes, Imre Erdődy, Samu Fóti, Imre Gellért, Győző Halmos, Ottó Hellmich, István Herczeg, József Keresztessy, Lajos Aradi, János Krizmanich, Elemér Pászti, Árpád Pédery, Jenő Réti, Ferenc Szűts, Ödön Téry, Géza Tuli | 227,25 |
| 3     | GBR  | Albert Betts, William Cowhig, Sidney Cross, Harry Dickason, Herbert Drury, Bernard Franklin, Leonard Hanson, Samuel Hodgetts, Charles Luck, William MacKune, Ronald McLean, Alfred Messenger, Henry Oberholzer, Edward Pepper, Edward Potts, Reginald Potts, George Ross, Charles Simmons, Arthur Southern, William Titt, Charles Vigurs, Samuel Walker, John Whitaker | 184,50 |

Datum: 11. Juli 1912

91 Teilnehmer aus 5 Ländern

### Freies System

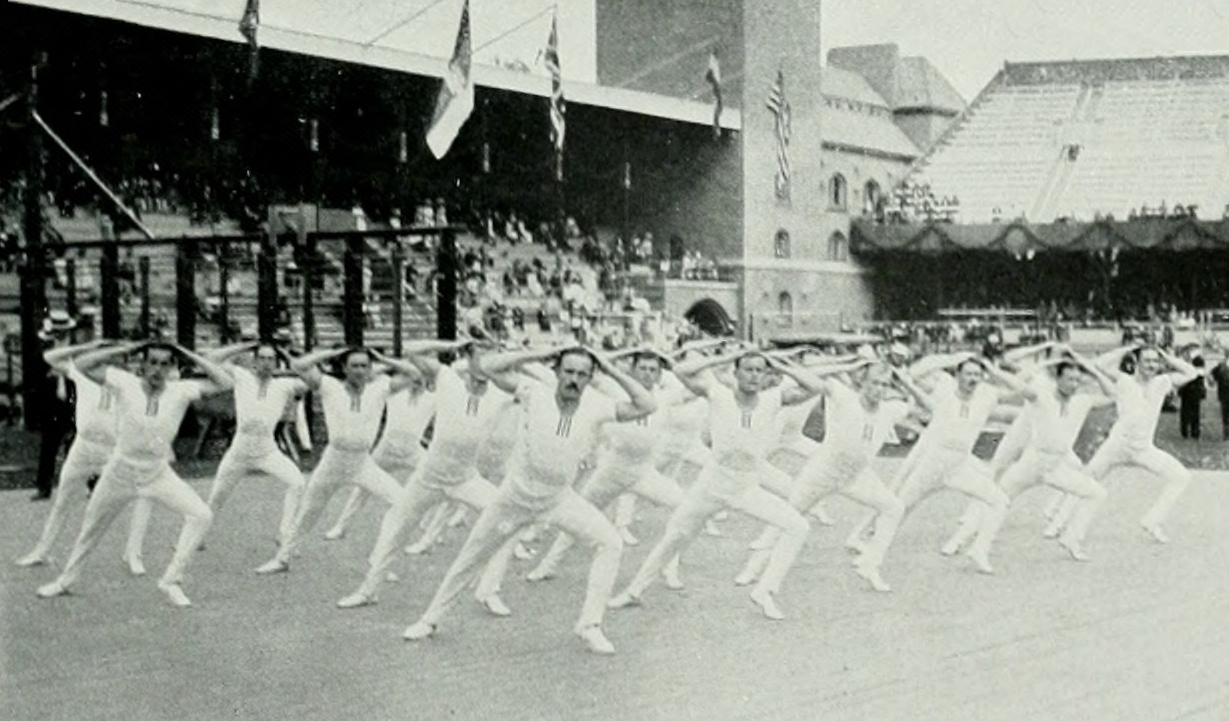
Die Olympiasieger aus Norwegen

| Platz | Land | Athleten | Punkte |
| ----- | ---- | --- | ------ |
| 1     | NOR  | Isak Abrahamsen, Hans Anton Beyer, Hartmann Bjørnsen, Alfred Engelsen, Bjarne Johnsen, Sigurd Jørgensen, Knud Leonard Knudsen, Alf Lie, Rolf Lie, Tor Lund, Petter Martinsen, Per Mathiesen, Jacob Opdahl, Nils Opdahl, Bjarne Pettersen, Frithjof Sælen, Øistein Schirmer, Georg Selenius, Sigvard Sivertsen, Robert Sjursen, Einar Strøm, Gabriel Thorstensen, Thomas Thorstensen, Nils Voss | 114,25 |
| 2     | FIN  | Kaarlo Ekholm, Eino Forsström, Eero Hyvärinen, Mikko Hyvärinen, Tauno Ilmoniemi, Ilmari Keinänen, Jalmari Kivenheimo, Karl Lund, Aarne Pelkonen, Ilmari Pernaja, Arvid Rydman, Eino Saastamoinen, Aarne Salovaara, Heikki Sammallahti, Hannes Sirola, Klaus Suomela, Lauri Tanner, Väinö Tiiri, Kaarlo Vähämäki, Kaarlo Vasama                                                                 | 109,25 |
| 3     | DEN  | Axel Andersen, Hjalmart Andersen, Halvor Birch, Wilhelm Grimmelmann, Arvor Hansen, Christian Hansen, Marius Hansen, Charles Jensen, Hjalmar Johansen, Poul Preben Jørgensen, Carl Krebs, Vigo Meulengracht Madsen, Lukas Nielsen, Rikard Nordstrøm, Steen Olsen, Oluf Olsson, Carl Pedersen, Kristian Pedersen, Niels Petersen, Christian Svendsen                                             | 106,25 |

Datum: 10. Juli 1912

101 Teilnehmer aus 5 Ländern

### Schwedisches System

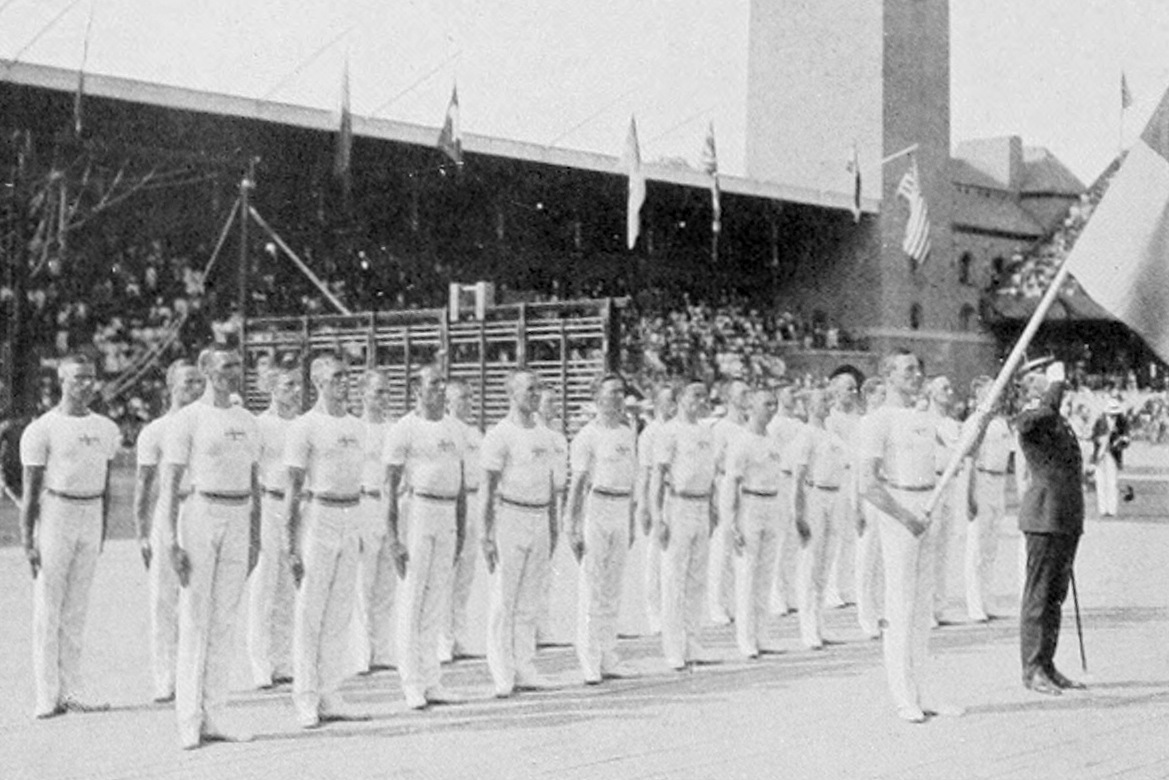
Die Olympiasieger aus Schweden

| Platz | Land | Athleten | Punkte |
| ----- | ---- | --- | ------ |
| 1     | SWE  | Per Bertilsson, Carl-Ehrenfried Carlberg, Nils Granfelt, Curt Hartzell, Oswald Holmberg, Anders Hylander, Axel Janse, Boo Kullberg, Sven Landberg, Per Nilsson, Benkt Norelius, Axel Norling, Daniel Norling, Sven Rosén, Nils Silfverskiöld, Carl Silfverstrand, John Sörenson, Yngve Stiernspetz, Karl-Erik Svensson, Karl-Johan Svensson, Knut Torell, Edward Wennerholm, Claës-Axel Wersäll, David Wiman                                                                          | 937,46 |
| 2     | DEN  | Peter Villemoes Andersen, Valdemar Bøggild, Søren Peter Christensen, Ingvald Eriksen, George Falcke, Torkild Garp, Hans Trier Hansen, Johannes Hansen, Rasmus Hansen, Jens Kristian Jensen, Alfred Jensen, Karl Kirk, Jens Kirkegaard, Olaf Kjems, Carl Larsen, Jens Peter Laursen, Marius Lefevre, Poul Mark, Einar Olsen, Hans Pedersen, Hans Eiler Pedersen, Olaf Pedersen, Peder Larsen Pedersen, Aksel Sørensen, Jørgen Ravn, Søren Thorborg, Kristen Vadgaard, Johannes Vinther | 898,84 |
| 3     | NOR  | Arthur Amundsen, Jørgen Andersen, Trygve Bøyesen, Georg Brustad, Conrad Christensen, Oscar Engelstad, Marius Eriksen, Aksel Hansen, Peter Hol, Eugen Ingebretsen, Olaf Ingebretsen, Olaf Jacobsen, Erling Jensen, Thor Jensen, Frithjof Olsen, Oscar Olstad, Edvin Paulsen, Carl Alfred Pedersen, Paul Pedersen, Realf Robach, Sigurd Smebye, Torleif Torkildsen | 857,21 |

Datum: 8. Juli 1912

74 Teilnehmer aus 3 Ländern